# Stefan Klein (Wissenschaftsautor)

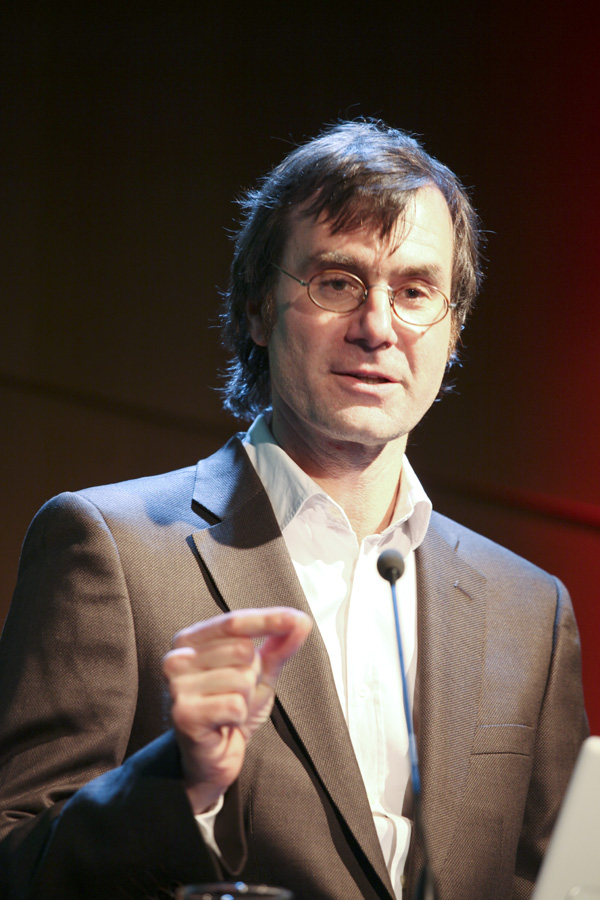
Stefan Klein (2010)

Stefan Klein (* 5. Oktober 1965 in München) ist ein deutsch-österreichischer Physiker, Wissenschaftsjournalist und Sachbuchautor.

## Leben
Klein wuchs als Sohn eines Chemikers und einer Chemikerin auf und ist ein Enkel des Historikers und Germanisten Karl Kurt Klein. Stefan Klein studierte Physik und analytische Philosophie in München, Grenoble und Freiburg im Breisgau und wurde in Freiburg mit einer Arbeit über theoretische Biophysik promoviert. Er war von 1996 bis 1999 Wissenschaftsredakteur beim „Spiegel“, wo er sich durch seine Wissenschaftsreportagen und zahlreiche Titelgeschichten rasch einen Namen machte. 1998 erhielt er den Georg von Holtzbrinck Preis für Wissenschaftsjournalismus. 1999 bis 2000 war er Redakteur bei „Geo“. Seither arbeitet er als freier Autor in Berlin.
Klein ist Gastprofessor für Kulturwissenschaft an der Universität der Künste Berlin.
2000 trat er mit seiner Studie Die Tagebücher der Schöpfung hervor, 2002 erschien Die Glücksformel oder wie die guten Gefühle entstehen. Kleins Werke wurden in mehr als 20 Sprachen übersetzt.
Stefan Klein lebt in Berlin, und er ist mit der Wissenschaftsjournalistin Alexandra Rigos verheiratet. Das Ehepaar hat zwei Töchter und einen Sohn.

## Werk

### Glücksformel
Die Glücksformel oder Wie die guten Gefühle entstehen untersucht das Phänomen Glück aus Sicht der Hirnforschung und der Sozialpsychologie. Wie in der neuropsychologischen Forschung üblich, wird „Glück“ als eine Emotion verstanden – also als eine weitgehend automatische und vorübergehende Reaktion des Gehirns auf einen äußeren oder inneren Reiz. (Die philosophische Literatur hingegen definiert den Begriff „Glück“ oft als Umschreibung für „gelingendes Leben“.)
Klein beschreibt, wie die von der Evolution programmierten guten Gefühle ausgelöst werden und wozu sie dienen: Glück, Neugier und Lernen gehören untrennbar zusammen. Mit zahlreichen Forschungsergebnissen meint Klein, die These belegen zu können, dass sich das Gehirn so trainieren lässt, dass positive Emotionen intensiver und häufiger wahrgenommen werden. In einem Schlusskapitel über die „glückliche Gesellschaft“ werden die sozialen Bedingungen untersucht, die der Lebenszufriedenheit förderlich sind. Entscheidend dafür seien nicht Wohlstand, sondern ein möglichst hohes Maß an Gerechtigkeit, Bürgersinn und Selbstbestimmung für jeden einzelnen.
Wie in allen seinen Büchern schildert Klein seine meist komplexen Themen in einem leicht verständlichen Erzählton; die Sprache ist ironisch und mitunter witzig. Versatzstücke aus der Literatur dienen als Beispiele und sollen zeigen, wie etwa die Frage nach dem Glück in früheren Epochen angegangen wurde. Bei der Schilderung aktueller Forschungsergebnisse wird auf eine übergroße Detailfülle verzichtet, um die zentralen Konzepte und Ideen hervortreten zu lassen.

### Alles Zufall
Alles Zufall dreht sich um die Frage, wie viel wir von der Welt erkennen können, in der wir leben. Zufall sei eine Folge von Unwissenheit: Als zufällig erscheinen Vorgänge, hinter denen wir keine Regeln erkennen, entweder, weil die Zusammenhänge zu komplex sind, oder weil es gar keine Regel gibt. Zufall ist aber auch bei bestimmten Vorgängen (Quantenphysik, Evolution) Bestandteil jeder möglichen theoretischen Beschreibung. Von Klein wird in vielen Beispielen beschrieben, wo und wie der Zufall wirkt. Dabei spannt Klein einen weiten (nach Meinung einiger Kritiker zu weiten) Bogen von der Physik über die Evolution, die Wirtschaft und die Politik bis hin zur Liebe. Im zweiten Teil des umfangreichen Buchs wird behandelt, wie Menschen mit dem Zufall umgehen. Im Kern steht dabei die Erkenntnis aus der Neurowissenschaft, dass das Gehirn die Rolle des Zufalls unterschätzen muss, weil es sich nur so Wissen aneignen kann. Dies erklärt laut Klein nicht nur Phänomene wie Schicksalsgläubigkeit, sondern auch in der heutigen komplexen Welt die oft verheerende Einschätzung von Risiken; Beispiele seien die Bewertung von Flugzeugkatastrophen und anderen Unglücken, aber auch falsche Lebensentscheidungen. Im dritten Teil plädiert Klein dafür, die Bedeutung des Zufalls anzuerkennen statt ihn zu bekämpfen und die Chancen einer offenen Gesellschaft zu nutzen.

### Zeit
In Zeit wendet sich Klein dem menschlichen Zeitempfinden zu. Klein analysiert die Funktion der biologischen Uhr des Körpers, die sekundengenau sämtliche Abläufe im Organismus regelt und damit all unserem Handeln gleichsam die Bühne bereitet, dennoch aber vom Bewusstsein nicht ablesbar sei. So müsse sich der Mensch anders behelfen, um sich seine Zeit einzuteilen: Er braucht Krücken wie die Uhr oder andere Zeitmesser und orientiert sich an allerlei Zeitzeichen, wie dem eigenen Atem oder der Erinnerung. Zeit sei, wie die FAZ schrieb, „ein einziger Protest gegen den zutiefst unfairen Umstand, dass die unvergessliche Zeit davonrast, während die unerträgliche Zeit auf der Stelle tritt“. Der Autor plädiert für eine „neue Kultur der Zeit“. Denn in der modernen Gesellschaft mit ihrer Überfülle an Reizen und Anforderungen fühlen sich mehr und mehr Menschen als „Sklaven fremder Uhren“. Diese neue Kultur soll die Menschen in der modernen Gesellschaft wieder in die Lage versetzen, sich nicht mehr als Sklaven fremder Uhren zu sehen. Durch einen Umgang mit Zeit, der auf den Erkenntnissen der Hirnforschung und der Neuropsychologie beruht, könnten wir lernen, uns wieder als Gestalter unserer eigenen Zeit zu erleben.

### Der Sinn des Gebens
In Der Sinn des Gebens: Warum Selbstlosigkeit in der Evolution siegt und wir mit Egoismus nicht weiter kommen beschäftigt sich Klein mit Fragen aus dem Bereich der praktischen Moralphilosophie, die er versucht auf moderne gesellschaftliche Anforderungen zu beziehen. Klein geht es um den Nachweis, dass nicht nur der Egoismus, sondern auch der Altruismus entscheidend für menschliche Gesellschaften und ihre fortgeschrittene Entwicklung ist. Damit grenzt er sich sowohl von Menschenbild der herkömmlichen Ökonomie (mit dem Bild des Homo Oeconomicus) und der populären Evolutions-Psychologie ab.

## Auszeichnung
- 2015: Deutscher Lesepreis in der Kategorie Lesbare Wissenschaft[6]

## Veröffentlichungen (Auswahl)
- Die Tagebücher der Schöpfung. Vom Urknall zum geklonten Menschen. dtv, München 2000; Fischer Taschenbuch, Frankfurt am Main 2009, ISBN 978-3-596-18069-1.
- Die Glücksformel oder Wie die guten Gefühle entstehen. Rowohlt, Reinbek bei Hamburg 2002; Fischer Taschenbuch, Frankfurt am Main (mehrere Auflagen bis) 2014, ISBN 978-3-596-18770-6. (Platz 1 der Spiegel-Bestsellerliste vom 7. bis zum 13. Oktober 2002)
- Alles Zufall. Die Kraft, die unser Leben bestimmt. Rowohlt, Reinbek bei Hamburg 2004; Taschenbuch ebd. 2005, ISBN 3-499-61596-7.
- Zeit. Der Stoff, aus dem das Leben ist. Fischer, Frankfurt am Main 2006; Taschenbuch ebd. 2008, ISBN 978-3-596-16955-9.
- Da Vincis Vermächtnis oder Wie Leonardo die Welt neu erfand. Fischer, Frankfurt am Main 2008; Taschenbuch ebd. 2009, ISBN 978-3-596-17880-3.
- Wir sind alle Sternenstaub. Gespräche mit Wissenschaftlern über die Rätsel unserer Existenz. Fischer, Frankfurt am Main 2009; Taschenbuch ebd. 2010, ISBN 978-3-596-18070-7.
- Der Sinn des Gebens. Warum Selbstlosigkeit in der Evolution siegt und wir mit Egoismus nicht weiter kommen. Fischer, Frankfurt am Main 2010; Taschenbuch ebd. 2011, ISBN 978-3-596-17860-5.
- Träume. Eine Reise in unsere innere Wirklichkeit. Fischer, Frankfurt am Main 2014, ISBN 978-3-10-039615-0.
- „Wir könnten unsterblich sein!“ Gespräche mit Wissenschaftlern über das Rätsel Mensch. Fischer Taschenbuch, Frankfurt am Main 2014, ISBN 978-3-596-19606-7.
- Einfach glücklich. Die Glücksformel für jeden Tag. Fischer Taschenbuch, Frankfurt am Main 2014, ISBN 978-3-596-03082-8 (zuerst 2004).
- Das All und das Nichts. Von der Schönheit des Universums. Fischer, Frankfurt am Main 2017, ISBN 978-3-10-397261-0.
- Wie wir die Welt verändern. Eine kurze Geschichte des menschlichen Geistes. Fischer, Frankfurt am Main 2021, ISBN 978-3-10-002492-3.
- Aufbruch. S. Fischer, Frankfurt am Main, 2025, ISBN 978-3-10-397613-7.

## Rezensionen
- Die Zeitsparkasse gleicht der Rentenkasse. (Die Frankfurter Allgemeine Zeitung über Stefan Kleins Zeit).
- Klaus Taschwer: Was unsere Träume wirklich verrate. Der Wissenschaftsautor Stefan Klein über Sigmund Freud, neurobiologische Traum-Neuigkeiten und darüber, wie sie sich nützen lassen. Der Standard, 27. September 2014
- Gerrit Strarmann: Stefan Klein: „Das All und das Nichts“. Mit staunenden Augen durchs Weltall. (Deutschlandfunk).
- Arno Widmann: Wie wir die Welt verändern Frankfurter Rundschau, 19. März 2021
- Burkhard Müller: Prometheus auf Abwegen. Süddeutsche Zeitung, 6. Juli 2021, S. 11.